# 伊神蟹屬
伊神蟹屬（學名： Galil & P. F. Clark, 1994），亦作伊氏蟹屬或地母蟹屬，是短尾下目（螃蟹）饅頭蟹總科黎明蟹科的一個屬。其物種過往被歸入黎明蟹屬，現時獨立成為一屬的一個物種。伊神蟹屬的學名來自於日本神話人物地母神伊奘冉尊。

## 物種
本屬包括以下物種：
- Matuta circulifera Miers, 1880
- 短刺伊神蟹 Izanami curtispina (Sakai, 1961)：見於台灣宜蘭頭城，亦偶於高雄及臺南發現[1]。
- 無刺伊神蟹 Izanami inermis (Miers, 1884)：見於新喀里多尼亞的專屬經濟水域[6]。
- Matuta planipes Fabricius, 1798
- Matuta purnama Lai & Galil, 2007
- 胜利黎明蟹 Matuta victor (Fabricius, 1781)
- Matuta victrix